# رئیس ستاد کل نیروهای مسلح جمهوری اسلامی ایران
رئیس ستاد کل نیروهای مسلح جمهوری اسلامی ایران ارشدترین جایگاه در مجموعه نیروهای مسلح جمهوری اسلامی ایران است، که ریاست بر ستاد کل نیروهای مسلح جمهوری اسلامی ایران را برعهده دارد. رئیس ستاد کل نیروهای مسلح با حکم رهبر جمهوری اسلامی ایران در جایگاه فرمانده کل نیروهای مسلح ایران منصوب می‌شود. این سمت نخستین بار در سال ۱۳۶۷ تحت عنوان رئیس ستاد فرماندهی کل قوا تشکیل شد و نخستین رئیس ستاد، میرحسین موسوی بود. در سال ۱۳۷۰ نام آن به شکل کنونی تغییر پیدا کرد. درحال حاضر سرلشکر سید عبدالرحیم موسوی ریاست ستاد کل نیروهای مسلح ایران را برعهده دارد و سرتیپ محمدرضا قرایی آشتیانی به‌عنوان جانشین رئیس ستاد کل فعالیت می‌کند.

## فهرست
رئیس ستاد کل نیروهای مسلح به‌طور مستقیم توسط رهبر جمهوری اسلامی ایران (در جایگاه فرمانده کل قوا) منصوب می‌شود. نخستین رئیس این ستاد، میرحسین موسوی؛ نخست‌وزیر وقت بود، که از ابتدای تأسیس ستاد کل تا سال ۱۳۶۸ این مسئولیت را برعهده داشت. در این دوره، سرلشکر بسیجی سید حسن فیروزآبادی نیز به‌عنوان جانشین رئیس ستادکل فعالیت می‌کرد. در سال ۱۳۶۸ رهبر جمهوری اسلامی، فیروزآبادی را به ریاست ستاد کل منصوب کرد و در این دوره نیز محمد فروزنده جانشینی رئیس ستاد کل را برعهده داشت. فیروزآبادی برای مدت ۲۷ سال ریاست ستاد کل را برعهده داشت و از سال ۱۳۹۵ تا سال ۱۴۰۴ نیز سرلشکر پاسدار محمد باقری این سمت را برعهده داشت.
|   | رئیس                            | نگاره | شروع          | پایان         | توضیحات |
| - | ------------------------------- | ----- | ------------- | ------------- | --- |
| ۱ | میرحسین موسوی (زاده ۱۳۲۰)       |       | خرداد ۱۳۶۷    | ۲۳ مرداد ۱۳۶۸ | با انتصاب اکبر هاشمی رفسنجانی به جانشینی فرماندهی کل قوا، ستاد فرماندهی کل قوا نیز تأسیس شد که نخست‌وزیر وقت، ریاست این ستاد را برعهده داشت.                                                                                         |
| ۲ | سید حسن فیروزآبادی (۱۳۲۹-۱۴۰۰)  |       | ۴ مهر ۱۳۶۸    | ۸ تیر ۱۳۹۵    | سیدحسن فیروزآبادی فاقد پیشینهٔ نظامی بود، اما در تاریخ ۲۸ فروردین ۱۳۷۴ از طرف سید علی خامنه‌ای به درجهٔ سرلشکری با ۹ سال ارشدیت رسید. پیش از این، در تاریخ ۲۵ دی ۱۳۷۰ ستاد فرماندهی کل قوا به ستاد کل نیروهای مسلح تغییر نام داده بود. |
| ۳ | محمد باقری (۱۳۳۹-۱۴۰۴)          |       | ۸ تیر ۱۳۹۵    | ۲۳ خرداد ۱۴۰۴ | سرلشکر محمد باقری با نام اصلی محمدحسین افشردی پیش از انتصاب به ریاست ستاد کل نیروهای مسلّح، از معاونین این ستاد بود. |
| ۴ | سید عبدالرحیم موسوی (زاده ۱۳۳۸) |       | ۲۳ خرداد ۱۴۰۴ | در حال تصدی   | پس از ترور باقری در حملات ۲۳ خرداد ۱۴۰۴، به ریاست ستاد کل نیروهای مسلّح انتخاب شد. وی پیش از این نزدیک به ۸ سال فرمانده کل ارتش جمهوری اسلامی ایران بود.                                                                             |